# Afrātakhteh
Afrātakhteh (persiska: اَفراتَختِه) är en ort i Iran.   Den ligger i provinsen Golestan, i den norra delen av landet, 300 km öster om huvudstaden Teheran. Afrātakhteh ligger 1 624 meter över havet och antalet invånare är 251.
Terrängen runt Afrātakhteh är bergig österut, men västerut är den kuperad.Runt Afrātakhteh är det mycket glesbefolkat, med 5 invånare per kvadratkilometer. Närmaste större samhälle är ‘Alīābād-e Katūl, 15,9 km nordväst om Afrātakhteh. I omgivningarna runt Afrātakhteh växer i huvudsak blandskog.